# Callosobruchus stigmatica
Callosobruchus stigmatica är en skalbaggsart som beskrevs av Christian Wilhelm Ludwig Eduard Suffrian 1844. Callosobruchus stigmatica ingår i släktet Callosobruchus, och familjen bladbaggar. Arten har ej påträffats i Sverige.